# Nicolás Olivera
Andrés Nicolás Olivera (Montevideo, 30 maggio 1978) è un ex calciatore uruguaiano, di ruolo attaccante.

## Carriera

### Nazionale
Ha partecipato con la Nazionale di calcio dell'Uruguay alla Coppa del Mondo FIFA 2002.
Nel Campionato mondiale di calcio Under-20 1997 è stato nominato miglior giocatore.

## Palmarès

### Individuale
- Pallone d'oro del Mondiale Under-20: 1

Malesia 1997
- Capocannoniere della Coppa Libertadores: 1

2014 (5 gol, a pari merito con Julio dos Santos)